# Trizone
1948–1949
Entités précédentes :
- Bizone
(Zones d'occupation  britannique et  américaine en Allemagne)
- Zone d'occupation française en Allemagne

Entités suivantes :
- République fédérale d'Allemagne
- Berlin-Ouest[note 1]

La Trizone est le nom donné à la partie occidentale de l'Allemagne de 1948 à 1949, constituée par les trois zones d'occupation alliées française, britannique et américaine.

## Histoire
Elle fut constituée le 1er août 1948 à la suite du ralliement de la zone française au sein de la Bizone, créée le 1er janvier 1947 par la fusion des zones d'occupation britannique et américaine. La Sarre qui constituait alors un État indépendant et souverain, sous protectorat français n'en faisait pas partie. Le but de cette fusion était de supprimer toute entrave à la circulation des biens et des marchandises.
Le 16 avril 1948, quelques semaines avant la création de la trizone, la bizone et la zone française devenaient membres fondateurs de l'Organisation européenne de coopération économique (OECE), dont la mission initiale fut de répartir les crédits du plan Marshall pour la reconstruction des pays ruinés par la guerre.
Le 20 juin 1948, les « alliés » procédèrent à une réforme monétaire et dotèrent leur trizone d'une monnaie commune : le Deutsche Mark en remplacement de l'ancien reichsmark. Cette mesure intervint après une longue dégradation des relations entre Soviétiques et Occidentaux, et amena l'URSS à mettre en place le blocus de Berlin à partir du 24 juin 1948, et à procéder également à une réforme monétaire dans sa zone d'occupation, la future République démocratique allemande.
La conférence de Londres de février-mars 1948 fut le point de départ de la création, à partir de la trizone, de la République fédérale d'Allemagne (RFA), dont le développement fut supervisé par une Haute commission alliée. La Loi fondamentale de la République fédérale d'Allemagne de 1949 fut le résultat de ce processus qui entraîna les premières élections législatives dans la trizone. En réaction, les Soviétiques transformèrent leur zone d'occupation en République démocratique allemande (RDA), fondée le 7 octobre 1949, scellant ainsi la scission de l'Allemagne d'après-guerre pour les quatre décennies suivantes.